# Бюро по контролю над вооружениями, проверке и соблюдению требований
Бюро по контролю над вооружениями, проверке и соблюдению требований (англ. Bureau of Arms Control, Verification and Compliance, AVC) — бюро в составе Государственного департамента США.
Бюро отвечает за обеспечение надзора за политикой и ресурсами по всем вопросам, связанным с проверкой соблюдения или выявлением несоблюдения международных соглашений по контролю над вооружениями, нераспространению и разоружению.
Бюро возглавляет заместитель государственного секретаря по контролю над вооружениями, проверке и соблюдению требований.
Бюро по контролю над вооружениями (Arms Control Bureau), предшественник AVC, было создано 1 апреля 1999 года госсекретарем Мадлен Олбрайт. Бюро проверки и соответствия (Bureau of Verification and Compliance) было выделено из него 1 февраля 2000 года. Некоторые функции этих двух бюро были объединены в 2005 году в Бюро проверки, соответствия и внедрения (Bureau of Verification, Compliance, and Implementation). В результате его реорганизации в 2009 году было создано AVC.
Бюро отвечает за координацию ежегодного отчета о «Соблюдении соглашений и обязательств по контролю над вооружениями и нераспространению» (Adherence to and Compliance with Arms Control and Nonproliferation Agreements and Commitments), который составляется в соответствии с разделом 403 Закона о контроле над вооружениями и разоружении с поправками (22 USC 2593a) и предоставляется Президентом США Конгрессу.
В своих оценках несоблюдения соглашений о разоружении и нераспространении бюро использует все источники разведывательной информации, связанной с оружием массового уничтожения и поведением в области распространения. Эти оценки применяются для определения действий, подлежащих санкциям со стороны США. Таким образом бюро выступает в качестве политического связующего звена Государственного департамента с разведывательным сообществом для проверки и соблюдения требований контроля над вооружениями.
Бюро дает рекомендации по финансированию и определению приоритетов для сбора ресурсов. Сотрудники бюро регулярно участвуют в качестве специальных советников по проверке и в качестве членов делегаций в действующих двусторонних и многосторонних соглашениях. Бюро является сопредседателем ряда межведомственных рабочих групп по проверке и анализу действия, связанных с Конвенцией о биологическом оружии, Договором об обычных вооружённых силах в Европе, Конвенцией о запрещении химического оружия, Договором по открытому небу, Договором о ликвидации ракет средней и меньшей дальности и СНВ III.
Бюро выступает в качестве сопредседателя Целевой группы по проверке и мониторингу (Verification and Monitoring Task Force) вместе с разведывательным сообществом в целях улучшения обнаружения ядерных испытаний и проверяемости ядерных соглашений. Эти группы предоставляют площадку для обсуждения и решения проблем, возникающих в связи с выполнением действующих и находящихся в стадии переговоров договоров и обязательств. Бюро так же участвует в санкционных группах Государственного департамента и предоставляет дополнительную информацию для оценки возможного несоблюдения договоров и санкционного режима.